# Sant Bartomeu del Mas de Bondia
Sant Bartomeu del Mas de Bondia és una església del nucli del Mas de Bondia, al municipi de Montornès de Segarra (Segarra) inclosa en l'Inventari del Patrimoni Arquitectònic de Catalunya. L'edifici data d'època medieval, però va ser eixamplat en el segle xviii.

## Descripció

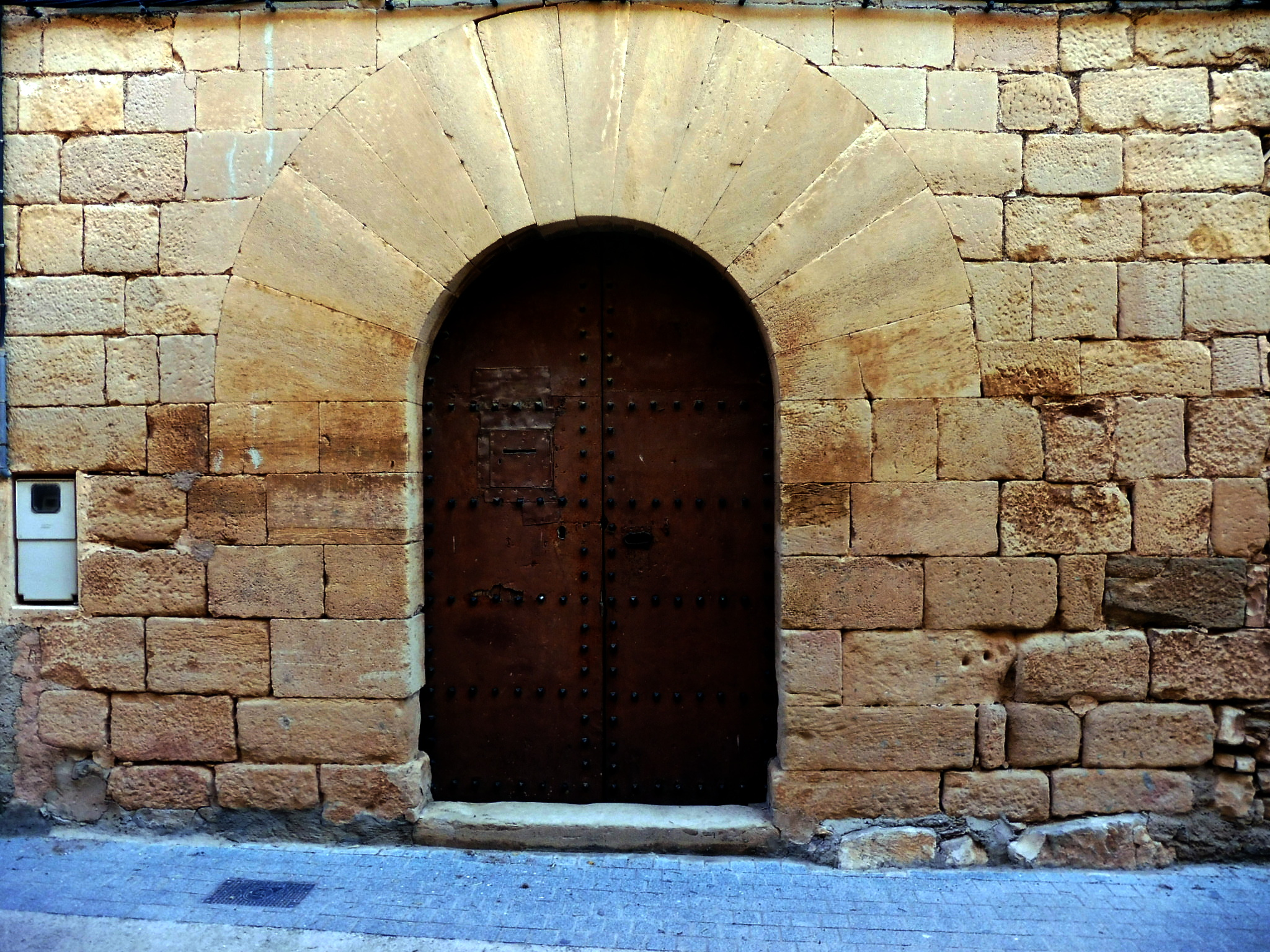
Portal

Església situada en l'únic carrer que estructura el primitiu clos murallat de nucli de Mas de Bondia. Es tracta d'un edifici de planta rectangular, d'una sola nau, coberta amb volta de canó amb llunetes, capelles laterals amb volta d'aresta, el cor situat als peus i capçalera plana. La façana principal se’ns presenta estructurada a partir d'una porta d'accés d'arc de mig punt adovellat, sobre el qual sobre un òcul motllurat, actualment tapat, sense entrada de llum, ja que la seva estructura rodona és aprofitada per un rellotge en perfecte funcionament. Corona la façana, un campanar d'espadanya amb dos pisos sobreposats, l'inferior disposa de dos ulls i per damunt un petit ull. L'obra presenta un parament exterior obrat amb carreus de mida mitjana disposats regularment.